# 松下眞一
松下 眞一（まつした しんいち、Shin-ichi Matsushita、1922年10月1日 - 1990年12月25日）は、日本の現代音楽の作曲家・数学者・物理学者・宗教学者・哲学者。

## 略歴
大阪府茨木市生まれ。大阪府立旧制茨木中学校を経て、旧制第三高等学校（現・京都大学）に入学する。この間に、父・松下久一より作曲を、中村良治にピアノと和声、永井巴に作曲と和声、朝比奈隆に指揮を師事した。
幼少の頃より、音楽、文学、科学や天文学に関心を抱く。中学時代より、ミヨー、ドビュッシー、オネゲル、ストラヴィンスキー、バッハ等の楽曲に親しむとともに、十二音技法の始祖ヨーゼフ・マティアス・ハウアーの思想に傾倒し、13歳で最初の交響曲を作曲していた。
九州帝国大学（現・九州大学）理学部を卒業後同理学研究科大学院へ進み、1947年修了。数学(位相解析学）専攻。九州大学大学院文部省特別研究生を経て、1950年に大阪市立大学理学部助教授に就任。この頃の松下の論文は、作用素環、非可換群上の調和解析が中心で、その他、束論、ポテンシャル論なども含まれている。
1957年に山縣茂太郎、徳田正彦、前田和男、中瀬古和、沢田四郎、網代栄三、本田周司らと新作曲家集団を結成した。
1965年には、ドイツの数学者パスカル・ヨルダンに乞われ、ヨルダン代数の共同研究のためハンブルク大学客員教授、及び国立理論物理学研究所の客員研究員として渡欧。しかし、宇宙物理学の分野では彼の単著論文は一切見つからない。1980年に帰国するまで、15年間にわたりドイツのハンブルクに滞在。帰国後は、宗教と哲学について、いくつかの雑誌に寄稿があるほか、若干の啓蒙書が執筆された。
絶筆は「弦楽四重奏曲 (1988)」。二十世紀音楽研究所主催現代音楽祭作曲コンクール同着優勝の武満徹が国際的な名声を得るのとは対照的に松下の作品は埋もれてしまった。

## 主要作品一覧
| 作品名 | 作曲年                    | 編成                                                     | 備考                                                                   |
| --- | ------------------------- | -------------------------------------------------------- | ---------------------------------------------------------------------- |
| 管弦楽のための《トッカータとフーガ》 | 1956年                    | Orch                                                     | 第25回毎日音楽コンクール第3位入賞                                      |
| ピアノと管弦楽のための《交響的作品》 | 1957年                    | pf, Orch                                                 |                                                                        |
| ピアノのための三楽章《可測な時間と位相的時間》 | 1957 ~1960年              | Pf                                                       |                                                                        |
| 3群の管弦楽のための《相関》 | 1958年                    |                                                          | 第1回ISCMイタリア支部主催ローマ国際作曲コンクール入選                  |
| 8奏者のための《室内コンポジション》 | 1958年                    | Fl, Cl, Tp, Tb, Perc, Pf, Vn, Vc                         | 二十世紀音楽研究所主催現代音楽祭作曲コンクール第1位,フランス大使賞受賞 |
| 11楽器のための《五つの時間》 | 1959年                    | fl, cl, bcl, sax, per, tb, tp, pf, va, vc, cb            | 「二十世紀音楽研究所主催第3回現代音楽祭」委嘱作品                      |
| フルート、チェロとピアノのための《層》 | 1959年                    | fl, vc, pf                                               |                                                                        |
| 電子音響とアンサンブルとナレーションと合唱のための《黒い僧院》 | 1959年                    |                                                          | 制作 - NHK大阪放送局                                                   |
| 室内楽のための《カンツォーナ・ダ・ソナーレ第1番》 | 1960年                    | Pf, perc                                                 | ISCM主催世界音楽祭ウィーン大会入選                                     |
| 室内管弦楽のための《イソモルフィズミ - 同型》 | 1959年                    | Chamber Orch                                             | 第2回ISCMイタリア支部主催ローマ国際作曲コンクール入選(1962年)          |
| 管弦楽のための交響曲第3番《次元、交響的祈り》 | 1960年/1961年改訂         | Orch                                                     | 第1回音楽クリティーククラブ賞受賞(1962年) 大阪芸術賞受賞(1966年)       |
| ピアノのための《スペクトラ第1番》 |                           | Pf                                                       |                                                                        |
| 7楽器のための《フレスク・ソノール - 壁画》 | 1965年                    | fl, ob, cl, hrn, va, vc, hrp                             | 第38回ISCM主催世界音楽祭マドリード大会入選                             |
| 室内楽のための《ダス・ツァイヘン - 記号》 |                           |                                                          | ドイツ大使賞受賞                                                       |
| ピアノのための《スペクトラ第2番》 〜日本神話に基づく六つの断片 〜 1. オノゴロ島(Île d'Onogaro en ciel) 2. ヨミの国(Le royaume 'Yomi' (sombre royaume)) 3. 天照大神とスサノオの尊(La Desse Amaterasu et son frère, Susano-o) 4. イナバの国の物語(Histoire du royaume d'Inaba) 5. 海幸・山幸の物語（海底の国）(Histoire d'Umisachi et Yamasachi (le royaume sous-marin)) 6. 天孫降臨(Descente des dieux du ciel (Tenson-Kôrin)) | 1967年                    | Pf                                                       | ロワイヤン音楽祭委嘱 イヴォンヌ・ロリオにより初演                      |
| 孤独のアレルヤ | 1967年                    | guit, picc, 2perc                                        |                                                                        |
| ピアノ4重奏のための《結晶》 | 1967年                    | pf, vl, va, vc                                           |                                                                        |
| サブジェクト 17 | 1967年                    | pf, perc, hrn, trp, trb                                  |                                                                        |
| 管弦楽のための《交響曲第4番 - 生》 |                           | Orch                                                     | ドイツ大使賞受賞                                                       |
| ピアノのための《スペクトラ第3番》 | 1970年                    | Pf, perc                                                 |                                                                        |
| ピアノのための《スペクトラ第4番》 | 1971年                    | Pf                                                       | 音楽之友社創立30周年記念委嘱                                           |
| ヴァイオリン協奏曲「田園詩」 | 1972年                    | Orch                                                     |                                                                        |
| ゲシュタルト 17 | 1972年                    | hrp, pf, ビクトロン, 3 perc, 3 trb,                      |                                                                        |
| ピアノのための《スペクトラ第5番》 | 1973年                    | Pf                                                       | 図形楽譜による                                                         |
| 独奏楽器または合奏のための《精神集中-劫・虚・律/コンツェントラチオーン》 | 1973年                    | Org(図形楽譜)                                            |                                                                        |
| 雅楽のための換起 | 1973年                    | 雅楽                                                     |                                                                        |
| 管弦楽と合唱とソリスト群のための《交響曲第6番 - シンフォニア・サンガ》 | 1974年                    | Orch, sop, bar, shaku, sho, pf, electric org, 雅楽, chor |                                                                        |
| 交響的幻想曲「偉大への賛歌」 | 1976年                    | Wind-Orch                                                | 東京佼成ウインドオーケストラ委嘱                                       |
| 合唱のための《カンタータ・仏陀 - 第3番》 | 1977年                    | T,Br,Mix Chor,Orch,雅楽,法螺貝,Nar                       | 文化庁芸術祭優秀賞受賞                                                 |
| 管弦楽のための《交響曲第7番・オーケストラのための新しい歌 -詩編98の1による》 | 1982年, 1984年/1987年改訂 | Orch                                                     |                                                                        |
| ピアノのための《スペクトラ第6番》~12のバガテル~ 1. 第一プレリュード (Prélude 1) 2. 第二プレリュード (Prélude 2) 3. 過ぎ去りし夏の風のあとに (Après le vent d’été passé) 4. 深い闇のなかの開裂 (Déhiscence dans l’ombre très foncée) 5. 器械体操(Gymnastique à la machine) 6. モンソー公園の春(Le printemps au Parc Monceau)                                                                                                   | 1983年                    | Pf                                                       | 6つのみ完成                                                            |
| フルートソロのための3つの断章 | 1987年                    | Fl                                                       |                                                                        |
| 弦楽四重奏曲 | 1988年                    | St.Q                                                     | 絶筆                                                                   |

## 音盤
- 「交響曲第6番《シンフォニア・サンガ》」(日本ビクター/2LP)
- 「Ensemble Slavko Osterc 」 Ivo Petric指揮 / Ensemble Slavko Osterc (ユーゴスラヴィア RTV/LP)
- 「Music Today of Japan/現代日本の音楽 - 12」 秋山和慶指揮/東京ゾリステン (DENON/CD)
- 「雅楽 四天王寺聖霊会と現代雅楽」 大阪四天王寺雅亮会 (CBSソニー/4LP)
- 「東京佼成ウィンド・オーケストラ・オリジナル・シリーズVol.8 The Lotus Sutra」 秋山和慶/佼成W.-O. (佼成出版社/LP)
- 「交響幻想曲《淀川》」朝比奈隆指揮/大阪フィルハーモニー交響楽団、他 (大阪青年会議所/LP)
- 「交響幻想曲《淀川》」小野田宏之指揮 大阪音楽大学管弦楽団/大阪音楽大学合唱団 (CD)
- 「交響幻想曲《淀川》」酒井睦雄指揮/相愛オーケストラ、他 (大阪市教育振興公社/CD)
- 「星達の息ぶき / 松下真一の世界」平尾はるな、山岡重信、野平一郎、小林功、菅原淳、他 (日本ビクター/LP)
- 「G.サットマリーによる大阪芸術大学《塚本英世記念館･芸術情報センター･オープニング》パイプオルガン演奏」(RCA/LP)
- 「ピアノ・コスモス:現代日本ピアノ曲選 1960-69」本荘玲子、高橋アキ、他 (日本クラウン/2LP)
- 「現代日本チェロ名曲体系」岩崎洸 (東芝EMI/5LP)
- 「現代日本チェロ名曲体系-Ⅰ･Ⅱ」岩崎洸(TOWER RECORDS|EMIミュージック･ジャパン/4CD)
- 「パーカッションの驚異/Percussion Fantastic」秋山和慶/高橋悠治/山口保宣 (CBSソニー/LP)
- 「Music & Graphic」Zsigmund Szathmry (Wergo/CD)
- 「現代日本音楽の古典(15) / ピアノの変換」高橋悠治 (DENON/CD)
- 「Good composers extra 80年代ピアノ曲」平尾はるな、他 (Brain/CD)
- 「現代チェロ名曲集」岩崎洸 (東芝EMI/CD)
- 「福島和夫:鎮魂歌」秋山和慶/東京ゾリステン (DENON/CD)
- 「Concert 20-21=日本の作曲・21世紀へのあゆみ:23」稲垣聡(p)/宮本典子/二ツ木由紀(perc)、他 (CD)
- 「現代日本の作曲家シリーズ-30/松下眞一作品集」秋山和慶、読売日本S.O.、G.サットマリー (fontec/CD)
- 「朝比奈隆指揮「大阪の秋」〜国際現代音楽祭から〜」朝比奈隆指揮/大阪フィルハーモニー交響楽団/栗山智子(vn) (自主制作/CD)
- 「音の始源を求めて8/稲村･徳尾野･佐々木･大津の仕事」徳尾野昌男/NHK大阪放送局(サウンド3/CD)
- 「《音絵巻 茨木童子》」本山秀毅指揮/茨木市音楽芸術教会10周年記念混声合唱団、他 (CAMERATA/CD)
- 「いばらき音絵巻」堤俊作指揮/大阪フィルハーモニー交響楽団、市制60周年記念合唱団、他(CAMERATA/CD)
- 「音楽法要(仏教ミサ)第1番」 (仏教音楽普及会/LP)
- 「法華経によるカンタータ《沸陀》第1番」山田一雄指揮/東京佼成交響楽団 (立正佼成会/3LP)
- 「法華経によるカンタータ《沸陀》第2番」山田一雄指揮/山本直純指揮 (立正佼成会/3LP)
- 「法華経によるカンタータ《沸陀》第3番」山田一雄指揮/読売日本交響楽団/プロムジカ室内楽団 (立正佼成会/3LP)
- 「頌讃曲(オラトリオ)《親鸞》」 (真宗教団連合、他/2LP)
- 「音楽法要/親鸞賛仰」(ミノルフォン/7LP)

## 著書
- 「西風にのって鐘は鳴る - ヨーロッパの中での眼、ヨーロッパからの眼」(音楽之友社)
- 「天地有楽 - ある作曲家の遺言」(音楽之友社)
- 「法華経と原子物理学―いのちの力よ、湧きあがれ (カッパ・ブックス)」（光文社, 1979年）
- 「時間と宇宙への序説」(サイエンス社, 1980年)
- 「般若心経とブラックホール―技術と人間性は調和できるか (カッパ・ブックス)」(光文社, 1985年)